# Malalai din Maiwand
Malalai din Maiwand (n. 1861, provincia Kandahar, Emiratul Afganistanului⁠(d) – d. 27 iulie 1880, Maiwand⁠(d), Emiratul Afganistanului⁠(d), Afganistan), cunoscută și sub numele de Malala (în paștună ملاله) sau Malalai Anna (în paștună ملالۍ انا, care înseamnă „bunica” Malalai) este o eroină populară națională a Afganistanului, despre care se spune că a condus luptătorii paștuni în timpul bătăliei de la Maiwand. A luptat alături de emirul Ayub Khan și a obținut victoria afganilor în bătălia de la Maiwand din 27 iulie 1880, în timpul celui de-al doilea război anglo-afgan. Ea este, de asemenea, cunoscută în Occident sub denumirea de „Jeanne d'Arc afgană” sau „Molly Pitcher afgană”. În Afganistan există multe școli, spitale și alte instituții care îi poartă numele, iar povestea ei este inclusă în manualele școlare afgane.

## Biografie
Malalai s-a născut în 1861, în satul Khig, la aproximativ 3 mile sud-vest de Maiwand, în sudul provinciei Kandahar din Afganistan. La sfârșitul anilor 1880, a izbucnit războiul între Afganistan și Marea Britanie, după ce ultimul război dintre cele două state se încheiase în anii 1840. Britanicii, împreună cu trupele lor indiene, au lansat o expediție majoră în Afganistan. Garnizoana principală a britanicilor era situată în Kandahar, cel mai apropiat oraș de Maiwand. Armata Afganistanului a fost reprezentată de comandantul Ayub Khan, fiul emirului afgan Sher Ali Khan. Tatăl lui Malalai, care era păstor, și logodnicul ei s-au înrolat în armata lui Ayub Khan în marele atac asupra forțelor britanice-indiene din iulie 1880. La fel ca multe femei afgane, Malalai a fost pe câmpul de luptă pentru a ajuta la îngrijirea răniților sau pentru a asigura proviziile de apă, arme și muniții. Potrivit unor surse locale, ziua luptei ar fi trebuit să fie și ziua nunții ei.
Conform relatărilor locale, când armata afgană și-a pierdut curajul, Malalai a luat steagul afgan și i-a îndemnat să meargă înainte, căci altfel se vor acoperi de rușine. Acest lucru i-a inspirat pe luptătorii afgani să-și dubleze eforturile. Când cel ce purta steagul a fost ucis, Malalai a ridicat ea steagul și a continuat lupta(unele versiuni populare spun că și-a folosit vălul pe post de steag), cântând un landai (cântec popular scurt cântat de femeile afgane).
Malalai a fost atacată și ucisă de un soldat britanic. Curajul de care a dat dovadă i-a condus pe compatrioții ei la victorie. După bătălie, Malalai a fost onorată pentru eforturile sale și îngropată în satul natal Khig, unde se află și astăzi mormântul ei. Avea 18 sau 19 ani în momentul morții. Este înmormântată împreună cu tatăl și logodnicul ei, iar localnicii consideră mormântul lor sfânt.
Poetul paștun Ajmal Khattak a scris versuri despre Malalai.

## Influențe
Malalai a apărut într-o scenă animată de la începutul documentarului He Named Me Malala. Activista pakistaneză Malala Yousafzai, născută pe 12 iulie 1997, a fost botezată astfel în onoarea lui Malalai. O confuzie de nume se poate face cu Malala Maiwand, o jurnalistă afgană, care a fost ucisă pe 10 decembrie 2020.

## Reacții critice
Mulți critici și istorici literari au contestat autenticitatea acestei legende și chiar a lui Malalai însăși. Chiar dacă a fost bine primit de statul afgan și mulți cred că este autentic, pare să fie mai mult un mit popular decât o realitate istorică. Niciun istoric britanic din acea vreme nu s-a referit sau nu a menționat numele lui Malalai, chiar și înregistrările locale în acest sens lipsesc. Autorul britanic Howard Hensmen, în cartea sa The Afghan War, menționează că o femeie a fost găsită printre morți în Ahmad khel, însă bătălia de la Ahmad Khail a avut loc pe 19 aprilie 1880, în timp ce bătălia de la Maiwand a avut loc pe 27 iulie 1880.
Istoricul afgan Muhammad Siddiq Farhand a scris o carte în trei volume „Afghanistan in the past five centuries”, o carte fundamentală în istoria afgană, și în care nu este menționat un astfel de personaj precum Malalai.
Numele lui Malalai a fost menționat prima dată după 40-60 de ani de la bătălia din Maiwand. Mulți cred că Abdul Hai Habibi a fost cel care a inventat povestea în perioada Pashto Tolana pentru a sprijini narațiunea națională și naționalismul paștun. Habibi a fost acuzat anterior de fals, în cazul manuscrisului în limba paștună Pata Khazana.